# Terakawa Yoshito
Yoshito Terakawa (sinh ngày 6 tháng 9 năm 1974) là một cầu thủ bóng đá người Nhật Bản.

## Sự nghiệp câu lạc bộ
Yoshito Terakawa đã từng chơi cho Yokohama Marinos, JEF United Ichihara, Albirex Niigata, Oita Trinita, Shonan Bellmare và FC Ryukyu.